# Яманоуэ-но Окура
Яманоуэ-но Окура (яп. 山上憶良, 660 — 733) — японский политический деятель и поэт 2-й половины VII — начале VIII века периодов Асука и Нара. Служил при дворе Императоров Дзито и Момму. Один из авторов древнего японского поэтического сборника «Манъёсю».
В 702 году был послан с посольством в китайскую империю Тан. После возвращения в Японию был назначен на должности провинциалов провинций Хоки и Тикудзэн, а также учителя наследника престола, Великого сына Императора.
Под влиянием конфуцианства и китайской литературы писал стихи на философские и социальные темы. В сборнике «Манъёсю» сохранились его длинные стихи тёка и короткие танка, а также песни сэдока и китайская поэзия.
Был автором собственной антологии стихов «Сборник песен дубравы» (яп. 類聚歌林), а также социально-политических произведений «Стихотворный диалог бедняков» (яп. 貧窮問答歌), «Дума о мужах» (яп. 子等を思ふ歌) и другие.